# Ana de Quiroga
Ana de Quiroga (Valverde del Fresno, Càceres, 1961) és una artista visual.
Del 1982 al 1987 estudia disseny a l'Escola d'Art i Disseny de la Diputació de Tarragona. Un cop finalitzats aquests estudis, comença els de gravat amb Ramon Ferran, i posteriorment fotografia artística amb Rufino Mesa. Més tard, obté la llicenciatura en Història de l'Art a la Universitat Rovira i Virgili. A partir del 1994 comença a participar en mostres col·lectives a Tarragona, Cadaqués, Barcelona, Valls i Tortosa. L'any 1997 s'uneix amb Katia Acín, Antoni Alcàsser i Cristina Plaza, en un taller ubicat al núm. 11 del carrer Major de Tarragona; el taller posteriorment es traslladat a la Rambla i al carrer Talavera de la mateixa ciutat. Foren uns anys molt important per a la seva formació com a artista i també personalment, gràcies a les ciències al costat d'una personalitat com Katia Acín, per a la qual mostres vegades treballava, realitzant la impressió dels seus gravats.
Paral·lelament al seu treball com a gravadora, comença a dedicar-se a la fotografia. L'any 2003. També presenta l'exposició “Prestige: miradas intermitentes”, al Museu Cafè de Tarragona, una mostra en la qual s'apleguen l'art i el testimoni. “La incomunicació. Escrits congelats” (2004) fou una altra exposició, realitzada al bar Nua, Tarragona; l'artista parlava de la situació d'aïllament, de tristesa i de frustració que produeix una relació truncada, en que s'ha perdut qualsevol possibilitat de continuar. Cal dir que tota la seva producció artística té un referents biogràfic, generalment cada obra té una història, un fet darrer seu. Al 2007 exposa a l'Aula d'Art de la Universitat Rovira i Virgili la mostra “Caelum”, conjunt de gravats que tenen com a tema la migració.